# Force of Nature (Koko Taylor)
Force of Nature è un CD di Koko Taylor, pubblicato dalla Alligator Records nel 1993. Il disco fu registrato al Streeterville Recording Studios di Chicago, Illinois (Stati Uniti).
Il CD ricevette una nomination alla trentasettesima edizione del Grammy Awards come miglior album di Blues contemporaneo.

## Tracce
1. Mother Nature – 4:41 (Milton Campbell)
2. If I Can't Be First – 3:40 (Ike Turner)
3. Hound Dog – 5:33 (Jerry Leiber, Mike Stoller)
4. Born Under a Bad Sign – 6:22 (William Bell, Booker T. Jones)
5. Let the Juke Joint Jump – 6:08 (Jackson)
6. 63 Year Old Mama – 4:29 (Koko Taylor)
7. Don't Put Your Hands on Me – 2:53 (Rick Estrin, Lorene Mann)
8. Bad Case of Loving You – 4:23 (John Martin, Moon Martin)
9. Fish in Dirty Water – 5:45 (Fleecie Moore, Spencer)
10. Tit for Tat – 4:31 (Bucky Lidsey, Larry Shell)
11. Put the Pot On – 3:48 (Koko Taylor)
12. Nothing Takes the Place of You – 4:41 (Toussaint McCall, Alan Robinson)
13. Spellbound – 4:07 (Koko Taylor)
14. Greedy Man – 3:27 (Morris Dollison)

## Musicisti
- Koko Taylor - voce
- Criss Johnson - chitarra solista
- Calvin 'Vino' Louden - chitarra
- Jeremiah Africa - tastiere
- Jerry Murphy - basso
- Ray 'Killer' Allison (o) Brady Williams - batteria

Ospiti
- Buddy Guy - chitarra, voce (brano: Born Under a Bad Sign)
- Carey Bell - armonica (brano: Mother Nature)
- Gene Barge - arrangiamenti (strumenti a fiato) (brani: If I Can't Be First, Don't Put Your Hands on Me, Fish in Dirty Water e Tit for Tat)
- Gene Barge - sassofono alto
- Henri Ford - sassofono tenore
- Willie Henderson - sassofono baritono
- Burgess Gardner - tromba
- Byron Bowie - tromba
- Edwin Williams - trombone[1]